# Maxi Herber
Maxi Herber (München, 8 oktober 1920 - Garmisch-Partenkirchen, 20 oktober 2006) was een Duitse kunstschaatsster.
In 1934 stond ze voor het eerst met haar schaatspartner Ernst Baier op het erepodium van het WK Paarrijden, ze werden derde. Van 1936 tot en met 1939 wonnen ze vier opeenvolgende jaren de wereldtitel bij de paren en van 1935 tot en met 1939 wonnen ze vijf opeenvolgende jaren de titel op het EK Kunstschaatsen bij de paren.
Bij hun enige deelname aan de Winterspelen in Garmisch-Partenkirchen wonnen ze de gouden medaille bij het paarrijden. Ze is tot op heden de jongste Duitse gouden medaille winnares op de Olympische Winterspelen.
Bij de Nationale kampioenschappen werd ze drie keer kampioene bij de vrouwen, voor het eerst in 1933 op twaalfjarige leeftijd. Met Baier werden ze zeven keer Duits kampioen. Ze is tot nu toe de jongste Nationaal kampioene in het kunstschaatsen.
In 1940 trouwde ze met haar schaatspartner Ernst Baier, ze kregen drie kinderen en in 1964 werd het huwelijk ontbonden. In 1951 richtten ze de ijsrevue Eisballett Maxi und Ernst Baier op welke later werd verkocht aan Holiday on Ice.

## Belangrijke resultaten
Solo en als paarrijdster met partner Ernst Baier
| Kampioenschap | 1933 | 1934  | 1935 | 1936 | 1937 | 1938   | 1939 | 1940 | 1941 |
| ------------- | ---- | ----- | ---- | ---- | ---- | ------ | ---- | ---- | ---- |
| OS paren      |      |       |      | Goud |      |        |      |      |      |
| WK paren      |      | Brons |      | Goud | Goud | Goud   | Goud |      |      |
| EK paren      |      |       | Goud | Goud | Goud | Goud   | Goud |      |      |
| NK paren      |      | Goud  | Goud | Goud |      | Goud   | Goud | Goud | Goud |
|               |      |       |      |      |      |        |      |      |      |
| WK vrouwen    |      | 7e    |      |      |      |        |      |      |      |
| EK vrouwen    |      |       | 4e   | 7e   |      | 4e     |      |      |      |
| NK vrouwen    | Goud | Goud  | Goud |      |      | Zilver |      |      |      |

1908: Anna Hübler / Heinrich Burger ·
1920: Ludovika Jakobsson / Walter Jakobsson ·
1924: Helene Engelmann / Alfred Berger ·
1928: Andrée Joly / Pierre Brunet ·
1932: Andrée Brunet / Pierre Brunet ·
1936: Maxi Herber / Ernst Baier ·
1948: Micheline Lannoy / Pierre Baugniet ·
1952: Ria Baran / Paul Falk ·
1956: Sissy Schwarz / Kurt Oppelt ·
1960: Barbara Wagner / Robert Paul ·
1964: Ljoedmila Belooesova / Oleg Protopopov ·
1968: Ljoedmila Belooesova / Oleg Protopopov ·
1972: Irina Rodnina / Aleksej Oelanov ·
1976: Irina Rodnina / Aleksandr Zajtsev ·
1980: Irina Rodnina / Aleksandr Zajtsev ·
1984: Jelena Valova / Oleg Vasiljev ·
1988: Jekaterina Gordejeva / Sergej Grinkov ·
1992: Natalja Misjkoetjonok / Artoer Dmitrijev ·
1994: Jekaterina Gordejeva / Sergej Grinkov ·
1998: Oksana Kazakova / Artoer Dmitrijev ·
2002: Jelena Berezjnaja / Anton Sicharoelidze en Jamie Salé / David Pelletier ·
2006: Tatjana Totmjanina / Maksim Marinin ·
2010: Shen Xue / Zhao Hongbo ·
2014: Tatjana Volosozjar / Maksim Trankov ·
2018: Aliona Savchenko / Bruno Massot ·
2022: Sui Wenjing / Han Cong
- Gemeinsame Normdatei: 104665831
- International Standard Name Identifier: 0000 0000 0752 2953
- Nationale Bibliotheek van Tsjechië: mzk2014816731
- Virtual International Authority File: 37355391
- WorldCat: E39PBJmTrVwHBtdwFCCYhDGj4q